# 西武T.O.前停留場
西武T.O.前停留場（日语：／ Seibu T.O. mae teiryūjō */?）是位於北海道函館市梁川町的函館市交通局（函館市電車）線已被廢除的鐵路車站。

## 歷史
- 參考函館市交通局的歷史。

## 車站構造
- 西武T.O.前停留場設有2個月台（側式月台）、2條電車路線（相反方向）。
- 1966年（昭和41年）至1973年（昭和48年）期間，由於新川車庫的緣故，車站曾改稱為「新川車庫前停留場」。

## 車站周邊
- 北海道道517號五稜郭公園線
- T.O.小笠原
- パボッツ函館（舊西武百貨函館店）
- 北海道放送函館放送局

## 相鄰車站

### 已廢除的路線
函館市交通局
宮前線（於1993年4月1日被廢除）
新世橋－西武T.O.前－梁川町